# Кисслинг, Ребекка
Ребекка Кисслинг (англ. Rebecca Kiessling, род. 22 июля 1969) — американский гражданский активист, пролайфер, правозащитник, адвокат по семейному праву, президент организации «Спасти каждого» (англ. Save The 1), блогер. Общественная деятельность Кисслинг направлена на борьбу с абортами, особенно после случаев изнасилования.

## Биография
Мать Ребекки Джоанна забеременела после того, как в 1968 году стала жертвой серийного насильника, напавшего на неё с ножом, когда она поздно вечером возвращалась домой из магазина. В полиции консультант по изнасилованиям направил женщину в клинику, производившую нелегальные аборты, поскольку аборты были запрещены по закону штата Мичиган. Однако, антисанитарные условия, типичные для подпольных абортариев, грубость аборционистов и юридический риск, связанный с незаконной процедурой, заставили Джоанну изменить собственное первоначальное решение. Сразу после рождения девочки мать отдала её на удочерение.
Отданная в еврейскую семью в Детройте, Ребекка воспитывалась в иудейской вере и получила образование в юридической школе. В 23 года в сложный для себя жизненный период перешла в христианство.

## Деятельность
Кисслинг присоединилась к пролайф-движению после того, как в возрасте 19 лет встретилась со своей родной матерью и узнала от неё, что была зачата в результате изнасилования и едва не погибла от аборта.
Тот факт, что я жива, обусловлен тем выбором, который делало наше общество в целом, те люди, которые в то время вели борьбу за то, чтобы аборт оставался в штате Мичиган нелегальным даже в случае изнасилования, люди, боровшиеся за защиту моей жизни и голосовавшие в защиту жизни.Ребекка Кисслинг
Возглавляя созданную ей организацию «Спасти каждого», Кисслинг помогает женщинам, которые решили отказаться от абортов, несмотря на то, что их беременность произошла в результате изнасилования. Ребекка также является соучредителем других пролайферских организаций. С 2000 года Кисслинг проводит ежегодно около 50 выступлений в кризисных центрах, церквях, приходах, общественных и частных школах по всей стране.

## Семья
С 1998 по 2021 год была замужем за Робертом Кисслингом и у них родилось три дочери. Они также усыновили троих детей: братьев Кейлеба (2000—2020) и Кайлера (2002—2020), у которых была одна и та же биологическая мать, и Кассандру Грейс, которая родилась с фатальным диагнозом плода и умерла в 2000 году, когда ей было чуть больше месяца. В 2020 году оба приёмных сына, 20-летний Кейлеб и 18-летний Кайлер, умерли от передозировки наркотиков.